# بورگنترایش
شهر بورگنترایش در ایالت نوردراین-وستفالن در کشور آلمان واقع شده است.